# نيكول بالس
نيكول ماريانا بالس (بالبرتغالية: Nicole Bahls‏) (من مواليد 15 نوفمبر 1985) عارضة أزياء ومقدمة تلفزيونية برازيلية.

## روابط خارجية
- نيكول بالس على موقع IMDb (الإنجليزية)
- نيكول بالس على موقع ميوزك برينز (الإنجليزية)
- نيكول بالس على موقع قاعدة بيانات الفيلم (الإنجليزية)